# 카스텔사르도
카스텔사르도(Castelsardo)는 이탈리아 사르데냐에 위치한 코무네이자 마을로, 섬의 북서쪽에 사사리도 내, 아시나라만 동쪽 끝에 있다. 이탈리아의 가장 아름다운 마을 중 하나이다.

## 역사
고고학 발굴에 따르면 카스텔사르도 지역에는 선사시대의 누라게 문명 시기와 누라게 문명 시기, 그리고 사르데냐의 고대 로마 지배 시기부터 인류가 거주했음을 알 수 있다.
서로마 제국 멸망 후, 근처에 노스트라 시뇨라 디 테르구 수도원이 설립되었으나, 현재의 마을은 1102년(또는 1270년)에 제노바의 도리아가가 이곳에 건설한 성에서 유래한다. 이 성과 점차적으로 형성된 마을은 15세기(1448년)에 바르셀로나가에 정복될 때까지 섬에서 도리아 가문의 영지인 카스텔 도리아 또는 카스텔제노베세의 본거지였으며, 카스티요 아라고네스(Castel Aragonese)로 명명되었다. 라마달레나 제도를 제외하고는 섬에서 사르데냐 왕국에 편입된 마지막 도시였다.
카스텔사르도는 사보이아가의 사르데냐 왕국의 일부였으며, 카를로 에마누엘레 3세 왕의 의지로 획득되었다.

## 주요 볼거리
- 코끼리 바위, 사르데냐의 상징 중 하나. 아무런 허가 없이 무료로 입장할 수 있다.
- 선사시대의 거석 벽
- 누라게 파다주 및 기타 누라게
- 도리아 성 (1102년), 성의 높이는 114m이다.
- 카스텔사르도 공동대성당, 대 안토니우스에게 헌정됨. 지하실에는 "카스텔사르도 대가" 박물관이 있다.
- 성모 마리아 교회, 목조 검은 그리스도상 보유
- 도리아 궁전
- 라 로자 궁전, 1111년부터 시청으로 사용됨
- 아르보레아의 엘레오노라 궁전, 사르데냐에서 매우 유명한 인물.
- 해벽

## 영예
- 도시 칭호: "1448년 아라곤 왕국에 의해 부여된 칭호"
- 이탈리아의 가장 아름다운 마을 중 하나, Les Plus Beaux Villages de la Terre (지구상에서 가장 아름다운 마을), Città regie della Sardegna (사르데냐의 왕실 도시).